# 금광중학교
금광중학교(金光中學校)는 대한민국 경기도 성남시 중원구 금광동에 있는 공립 중학교이다.

## 학교 연혁
- 1993년 1월 11일 : 금광중학교 설립인가(18학급)
- 1994년 3월 1일 : 초대 양기석 교장 취임
- 1994년 3월 3일 : 제1회 신입생 입학식(18학급 938명)
- 1994년 5월 8일 : 개교기념일
- 1997년 2월 14일 : 제1회 졸업식(794명)
- 2003년 7월 25일 : 교실 6개 증축(2,3,4층)
- 2004년 3월 1일 : 복싱부 육성교 지정
- 2005년 6월 1일 : 학교숲 조성 사업
- 2010년 3월 19일 : Wee Class 구축
- 2020년 9월 1일 : 제12대 임인식 교장 취임
- 2022년 3월 1일 : 혁신학교 지정
- 2024년 1월 5일 : 제28회 졸업식(209명, 누계 8,421명)
- 2024년 3월 4일 : 제31회 입학식(198명)

## 참고 자료
- 금광중학교 - 한국교육학술정보원 학교알리미